# Тейлор-Янг, Ли
Ли Тейлор-Янг (англ. Leigh Taylor-Young; род. 25 января 1945, Вашингтон) — американская актриса, известная многочисленными ролями в кино и на телевидении, а также в театральных постановках.

## Биография
«Кто-то однажды сказал мне, что успех – это когда готовность встречается с возможностью. Так, очевидно, намного важнее быть готовым, когда приходит возможность»
Ли Тейлор-Янг родилась 25 января 1945 года в Вашингтоне, округ Колумбия, США. Её двойная фамилия представляет собой объединение фамилий отца, дипломата, и отчима. Своё детство будущая звезда экрана провела в Окленде, штат Мичиган, и окончила Высшую школу в Бирмингеме. Перед поступлением в Северо-Западный университет на факультет экономики, она подрабатывала в театре Детройта, занимаясь подготовкой декораций и уборкой сцены после спектаклей. Однако, она оставила учёбу ради будущей карьеры и представившейся возможности дебютировать на Бродвее в постановке «Three Bags Full». По этому поводу Ли Тейлор сказала позже:

«Я оставила учёбу, потому что потеряла самого замечательного преподавателя. Я не хотела возвращаться, когда она ушла. Естественно, мои родители были расстроены, и мне пришлось провести целых четыре месяца в размышлениях, что же делать дальше, чтобы решиться отправиться в Нью-Йорк»
.

## Карьера

### 1960—1970-е
Ли Тейлор получила свою первую телевизионную роль Рейчел Уэллс в 1966 году в телесериале «Пейтон-Плейс», в котором играли Райан О’Нил и Эд Нельсон. Её героиня была введена в шоу для замены Эллисон МакКензи, роль которой исполняла Миа Фэрроу. Продюсер шоу, Эверетт Чамберс, взял актрису в уже популярный проект из-за большой душевной теплоты и ангельских качеств, какими не обладала Фэрроу. Находясь под впечатлением от Пола Монаша, сценариста, исполнительного продюсера и режиссёра «Пейтон-Плейс», Ли Тейлор незамедлительно подписала семигодовой контракт на участие в кино- и телевизионных картинах. Позже она говорила прессе:

«У меня были предпосылки оставаться в Нью-Йорке, чтобы стать актрисой, прежде чем отправиться в Голливуд»
.
Познакомившись на съемках того же «Пейтон-Плейс» с Райаном О’Нилом, вскоре она вышла за него замуж. О съёмках в телевизионном сериале она говорила в одном из интервью в апреле 1967 года:

«Когда я получила свою первую роль в постановке «Three Bags Full», я думала – неужели это не замечательно, когда то, от чего ты получаешь удовольствие, ещё и оплачивается? Но после семидесяти эпизодов в «Пейтон-Плейс» здесь, в Голливуде, я рада получать свою зарплату. И теперь могу объяснить, почему хорошие актёры жалуются на то, что становятся чёрствыми на телевидении. Трудно давать персонажу глубину, когда позади тебя стоит мужчина и с помощью секундомера отслеживает время, объясняя, что компания тратит по три тысячи долларов за минуту за твои съёмки. Я поняла, что когда ты снимаешься на телевидении, это становится всей твоей жизнью»
Несмотря на огромную популярность сериала, в 1967 году Ли Тейлор решила покинуть «Пейтон-Плейс», ссылаясь на свою беременность. Тем не менее, карьера в кино на этом не заканчивалась, и напоминанием тому был семилетний контракт. Первым фильмом в этом списке стала мелодрама «Я люблю тебя, Элис Б. Токлас!» с Питером Селлерсом в главной роли. Фильм был коммерчески успешным, и дал актрисе номинацию на «Золотой Глобус» в категории «Лучший актёрский дебют в женской роли». За этим последовало совместное появление в 1969 году с мужем Райаном О’Нилом в драме «Большая кража».
В течение следующих нескольких лет были роли в больших бюджетных картинах, таких, как «Искатели приключений» и «Всадники».
В 1971 году Ли Тейлор снялась в картине «Банда, не умевшая стрелять», в которой играли Джерри Орбах и Роберт Де Ниро.
Одной из самых известных ролей того периода была, пожалуй, роль Ширл в научной фантастике «Зелёный сойлент», действие которой разворачивается в 2022 году, и повествует об огромном загрязнении окружающей среды, что привело к парниковому эффекту и исчезанию большей части водных и растительных ресурсов.
На протяжении почти десяти лет после появлении в «Зелёном сойленте», карьера Ли Тейлор складывалась не столь быстро, однако на то были свои причины — актриса не хотела полностью посвящать себя искусству, и сосредоточила внимание на воспитании сына Патрика О’Нила.

### 1980-е
В 80-х годах Ли Тейлор возвращается в кино и на телевидение, благодаря внешности и голосу ей часто доставались роли аристократок. В 1981 году она сыграла в фантастическом триллере «Лукер», сценаристом и режиссёром которого выступил Майкл Крайтон. Картина рассказывает о пластическом хирурге, узнавшем, что несколько убитых его клиенток работали на некую засекреченную корпорацию, занимающуюся исследованиями в области высоких технологий.
В 1985 году актриса появилась в триллере «Зазубренное лезвие», главные роли в котором сыграли Гленн Клоуз и Джефф Бриджес. При бюджете в 15 миллионов долларов сборы превысили в два раза. В этом же году Ли Тейлор сыграла в комедии «Тайный поклонник».
В дополнение к работе в кино, Ли Тейлор не обошла стороной и участие во многих телевизионных сериалах, таких, как «МакКлауд», «Остров фантазий», «Лодка любви», «Супруги Харт», «Отель» и «Спенсер». С 1987 по 1989 год она играла Кимберли Крайдер в сериале «Даллас», первую роль в прайм-тайм сериале после «Пейтон-Плейс».
Несмотря на большую известность телевизионных и киноролей, предпочтение актриса отдавала театру, с чего началась когда-то её карьера. Она была любимицей Сэмюэля Беккета, известного драматурга, основоположника театра абсурда, и побывала с гастролями в Лос-Анджелесе, Нью-Йорке, Лондоне и Эдинбурге с одной из его последних работ «The Beckett Plays».

### 1990—2000-е
Ли Тейлор снялась в небольших ролях в «Сумасшедшем медовом месяце» вместе с Кристофером Ли и Ким Кэттролл, драме «Блаженство», комедии «Чуваки», а также в «Воссоединении семейки Адамс» и «Клептомании», вышедшими на видео.
Одной из заметных ролей была роль Рейчел Харрис в драматическом сериале канала CBS «Застава фехтовальщиков», в котором она снималась с 1993 по 1995 год. Благодаря этой роли, в 1994 году Ли-Тейлор выиграла «Эмми» как «Лучшая актриса второго плана в драматическом сериале», а в 1995 году получила номинацию на «Золотой Глобус» за участие в том же сериале.
В 1997 году актриса получила роль Элейн Стивенс в запускающемся телесериале продюсера Аарона Спеллинга «Любовь и тайны Сансет Бич».
С 2004 по 2007 год Ли Тейлор играла Кэтрин Барретт Крейн в сериале «Страсти».
Кроме этого, Ли Тейлор была приглашённой звездой во многие популярные сериалы — «Молодые наездники», «Она написала убийство», «Вечерняя тень», «Беверли-Хиллз, 90210», «Седьмое небо», «Притворщик», «Часовой», «Сильное лекарство», «Жизнь как приговор».

## Личная жизнь
В 1967 году Ли Тейлор-Янг вышла замуж за актёра Райана О’Нила, партнёра по сериалу «Пейтон-Плейс». Их свадьба была спонтанной, на Гавайях во время промоакции сериала — менеджер канала ABC предложил паре пожениться прямо в своём доме. От брака родился сын Патрик, спортивный комментатор, однако Ли Тейлор и Райан развелись в 1973 году.
В 1978 году актриса повторно вышла замуж за продюсера Гая МакЭлвайна, с которым также развелась.

## Фильмография

### Фильмы
| Год  | Название на русском                    | Название на английском                       | Роль             |
| ---- | -------------------------------------- | -------------------------------------------- | ---------------- |
| 1968 | Я люблю тебя, Элис Б. Токлас!          | I Love You, Alice B. Toklas!                 | Нэнси            |
| 1969 | Большая кража                          | Big Bounce, The                              | Нэнси Баркер     |
| 1969 | Искатели приключений                   | Adventurers, The                             | Amparo Rojo      |
| 1969 | Under the Yum Yum Tree                 | Under the Yum Yum Tree                       | Jennifer         |
| 1970 | Buttercup Chain, The                   | Buttercup Chain, The                         | Manny            |
| 1971 | Всадники                               | Horsemen, The                                | Zareh            |
| 1971 | Банда, не умевшая стрелять             | Gang That Couldn’t Shoot Straight, The       | Анжела Паламбо   |
| 1973 | Зелёный сойлент                        | Soylent Green                                | Ширл             |
| 1980 | Marathon                               | Marathon                                     | Barrie           |
| 1980 | Музыку не остановишь                   | Can’t Stop the Music                         | Клаудия Уолтерс  |
| 1981 | Лукер                                  | Looker                                       | Дженнифер Лонг   |
| 1982 | Devlin Connection III, The             | Devlin Connection III, The                   | Lauren           |
| 1985 | Тайный поклонник                       | Secret Admirer                               | Элизабет Фимпл   |
| 1985 | Зазубренное лезвие                     | Jagged Edge                                  | Вирджиния        |
| 1987 | Перри Мейсон: Дело о зловещем призраке | Perry Mason: The Case of the Sinister Spirit | Maura McGuire    |
| 1988 | Происшествия                           | Accidents                                    | Берил Чамберс    |
| 1990 | Сумасшедший медовый месяц              | Honeymoon Academy                            | миссис Кент      |
| 1993 | Dreamrider                             | Dreamrider                                   | Dr. Sharon Kawai |
| 1994 | Убийство или воспоминание?             | Moment of Truth: Murder or Memory?           | Барбара Хансен   |
| 1996 | An Unfinished Affair                   | An Unfinished Affair                         | Cynthia Connor   |
| 1997 | Stranger in My Home                    | Stranger in My Home                          | Margot           |
| 1997 | Блаженство                             | Bliss                                        | Redhead          |
| 1998 | Воссоединение семейки Аддамс           | Addams Family Reunion                        | Patrice          |
| 2002 | Чуваки                                 | Slackers                                     | Вэлери Паттон    |
| 2003 | Клептомания                            | Klepto                                       | Тереса           |
| 2006 | Dirty Laundry                          | Dirty Laundry                                | миссис Джеймс    |
| 2006 | Свидание вслепую                       | Coffee Date                                  | Диана            |
| 2007 | Spiritual Warriors                     | Spiritual Warriors                           | The Psychiatrist |
| 2011 | Проводник                              | The Wayshower                                | Элва Хинкинс     |

### Телевидение
| Год       | Название на русском              | Название на английском               | Роль                    |
| --------- | -------------------------------- | ------------------------------------ | ----------------------- |
| 1966—1967 | Пейтон-Плейс                     | Пейтон-Плейс                         | Рейчел Уэллс            |
| 1976—1976 | МакКлауд                         | McCloud                              | Бонни Фостер            |
| 1978—1978 | Лодка любви                      | Love Boat, The                       | Ann Sterling            |
| 1978—1978 | Остров фантазий                  | Fantasy Island                       | Leslie Tarleton         |
| 1982—1982 | Супруги Харт                     | Hart to Hart                         | Victoria Wilder         |
| 1982      | Devlin Connection, The           | Devlin Connection, The               | Lauren Dane             |
| 1983—1986 | Отель                            | Hotel                                | Carole                  |
| 1986      | Спенсер                          | Spenser: For Hire                    | Alicia Carlisle         |
| 1987      | Outlaws                          | Outlaws                              |                         |
| 1987      | Наполеон и Жозефина              | Napoleon and Josephine: A Love Story | мадам де Сталь          |
| 1987      | Хьюстонские рыцари               | Houston Knights                      |                         |
| 1987—1989 | Даллас                           | Dallas                               | Кимберли Крайдер        |
| 1988      | Альфред Хичкок представляет      | Alfred Hitchcock Presents            | Adelaide Walker         |
| 1988      | Who Gets the Friends?            | Who Gets the Friends?                | Aggie Harden            |
| 1990      | The Ghost Writer                 | The Ghost Writer                     | Elizabeth Strack        |
| 1991      | Вечерняя тень                    | Evening Shade                        | Beck Kincaid            |
| 1991      | Accidents                        | Accidents                            | Beryl Chambers          |
| 1991      | Silverfox                        | Silverfox                            | Nita Davenport          |
| 1992      | Молодые наездники                | Young Riders, The                    | Полли                   |
| 1992—1993 | Гражданские войны                | Civil Wars                           |                         |
| 1992—1993 | Застава фехтовальщиков           | Picket Fences                        | Рейчел Харрис           |
| 1995      | Она написала убийство            | Murder, She Wrote                    | Laney Sherman Boswell   |
| 1995      | Пустое гнездо                    | Empty Nest                           | Гвен Лэнгли             |
| 1995      | Военно-юридическая служба        | JAG                                  | Мередит                 |
| 1996      | Берега Малибу                    | Malibu Shores                        | миссис Грин             |
| 1996—1999 | Часовой                          | Sentinel, The                        | Naomi Sandburg          |
| 1997      | Ох, уж эти детки!                | Rugrats                              | Рассказчик, озвучка     |
| 1997      | Любовь и тайны Сансет Бич        | Sunset Beach                         | Элейн Стивенс           |
| 1997      | Седьмое небо                     | 7th Heaven                           | Нора Чамберс            |
| 1998      | Беверли-Хиллз, 90210             | Beverly Hills 90210                  | Blythe Hunter           |
| 1998—1999 | Притворщик                       | Pretender, The                       | Michelle Lucca Stamatis |
| 1999      | Звёздный путь: Глубокий космос 9 | Star Trek: Deep Space Nine           | Yanas                   |
| 2003      | Сильное лекарство                | Strong Medicine                      | Кэтрин Бичер-Дуглас     |
| 2004—2007 | Страсти                          | Passions                             | Кэтрин Барретт Крейн    |
| 2007      | Жизнь как приговор               | Life                                 | Дорин Тернер            |

## Награды и номинации
- 1969 год — Золотой Глобус, номинация «Лучший актёрский дебют в женской роли» за фильм «Я люблю тебя, Элис Б. Токлас!»
- 1970 год — Laurel Awards, номинация «Лучшая актриса» за фильм «Я люблю тебя, Элис Б. Токлас!», номинация «Новое женское лицо» за фильм «Большая кража»
- 1994 год — Эмми в номинации «Лучшая актриса второго плана в драматическом сериале» (телесериал «Застава фехтовальщиков»)
- 1995 год — Золотой Глобус, номинация «Лучшая актриса второго плана сериала, мини-сериала или фильма для TV» (телесериал «Застава фехтовальщиков»)
- 1995 год — Премия Гильдии киноактёров США, номинация «Лучший актёрский ансамбль драматического сериала» за сериал «Застава фехтовальщиков»[7]